# Celeste and Jesse Forever
Pour plus de détails, voir Fiche technique et Distribution.
Celeste and Jesse Forever est un film américain réalisé par Lee Toland Krieger, sorti en 2012.

## Synopsis
Un couple fraichement divorcé essaie de conserver leur amitié de longue date.

## Fiche technique
- Titre : Celeste and Jesse Forever
- Réalisation : Lee Toland Krieger
- Scénario : Rashida Jones et Will McCormack
- Musique : Zach Cowie et Sunny Levine
- Photographie : David Lanzenberg
- Montage : Yana Gorskaya et Jonathan Melin
- Production : Lee Nelson, Jennifer Todd et Suzanne Todd (en)
- Société de production : Envision Media Arts, Team Todd, PalmStar Media et The Bridge Finance Company
- Société de distribution : Sony Pictures Classics (États-Unis)
- Pays :  États-Unis
- Genre : Comédie dramatique et romance
- Durée : 92 minutes
- Dates de sortie : 
  -  États-Unis : 3 août 2012

## Distribution
- Rashida Jones : Celeste
- Andy Samberg : Jesse
- Ari Graynor : Beth
- Eric Christian Olsen : Tucker
- Elijah Wood : Scott
- Shira Lazar : Shira Lazar
- Will McCormack : Skillz
- Matthias Steiner : Matthias Steiner
- Chris Messina : Paul
- Rebecca Dayan : Veronica
- Emma Roberts : Riley
- Janel Parrish : Savannah
- Rich Sommer : Max
- Rafi Gavron : Rupert
- Chris Pine : Rory Shenandoah
- Matthew Del Negro : Nick

## Accueil
Le film a reçu un accueil moyen de la critique. Il obtient un score moyen de 59 % sur Metacritic.